# سرسی لنیستر
سرسی لنیستر یک شخصیت داستانی در سری رمان‌های فانتزی ترانه یخ و آتش از جرج آر. آر. مارتین و اقتباس تلویزیونی آن بازی تاج‌وتخت است. در سریال، لینا هیدی در نقش سرسی لنیستر به ایفای نقش پرداخته‌است و برای این نقش سه بار نامزد جایزه امی برای برجسته‌ترین بازیگر نقش مکمل زن در یک مجموعه درام شد.

## توضیحات شخصیت
سرسی لنیستر، ملکهٔ هفت اقلیم وستروس، همسر شاه رابرت براتیون می‌باشد. سرسی و برادر دوقلوی او جیمی از بچگی با هم رابطهٔ جنسی عاشقانه داشته‌اند. با وجود این او مدعی است که در ابتدای ازدواجش با رابرت عاشق او بوده‌است اما پس از این که می‌فهمد رابرت هنوز عاشق لیانا استارک است، از رابرت بیزار می‌شود. او و رابرت یک پسر داشتند، که در دروان شیرخوارگی بر اثر یک بیماری ناشناخته مرد. سه فرزند کنونی او در اصل فرزندان او و برادرش جیمی هستند، گرچه آنها به‌طور رسمی متعلق به رابرت هستند. او تنها برای قدرت و پیشرفت خانواده‌اش نگران است و در این زمینه تلاش می‌کند. در تمام مدت فصل دوم، برادرش تیریون، که به عنوان مشاور عالی پادشاه خدمت می‌کند؛
سرسی در کودکی از طرف پدرش تایوین لنیستر به پرنس راگار تارگریان وعده داده می‌شود و سرسی همواره عاشق راگار تارگریان بوده. اما درخواست لرد تایوین لنیستر مبنی بر ازدواج سرسی با راگار توسط پادشاه اریس تارگریان پذیرفته نمی‌شود. اما سرسی همچنان بر عشقش استوار می‌ماند. زمانی که رابرت براتیون پرنس راگار را می‌کشد سرسی هیچ وقت رابرت را نمی‌بخشد و تلاشش را برای کشتن او انجام می‌دهد. سیاستهای سرسی را تغییر می‌دهد و به فرمان‌های نابخردانهٔ او پایان می‌دهد. او به خاطر توجه پدرش به تیریون، زندانی بودن جیمی در دست استارک‌ها و ازدواج اجباری و ترتیب داده شدهٔ دخترش در دورن، آزرده خاطر می‌شود. سرسی از کمک به برادرش تیریون سر باز می‌زند در حالی که به مستی افتاده‌است. او در طول محاصرهٔ مقر فرمانروایی تلاش می‌کند تا خودش و پسرش تامن را بکشد تا به دست استنیس نیفتند تا این که نیروهای تایوین مقر فرمانروایی را به موقع نجات می‌دهند.
پس از کشته شدن شاه جافری، پسر بزرگ سرسی در عروسی بنفش، پسر دوم سرسی، تامن، به پادشاهی در بارانداز شاه می‌رسد و در نهایت پس از خودکشی شاه تامن در جریان انفجار سپت (پرستشگاه) بارانداز شاه توسط سرسی، سرسی لنیستر به عنوان ملکهٔ هفت اقلیم بر تخت آهنین می‌نشیند.
بعد از درگیری با دنریس تارگرین، اژدهای دنریس، کینگز لندینگ را به آتش کشیده و سرسی و برادر از پیش زخمی شده اش جیمی، زیر آوار در هنگامی که یکدیگر را به آغوش کشیده‌اند با صحنه ای دردناک و ناراحت‌کننده با عشق، جان می‌بازند.